# Jean Goulu
Jean Goulu (* 25. August 1576 in Paris; † 5. Januar 1629 ebenda) war ein französischer Gräzist, Zisterziensermönch und General der Feuillanten.

## Leben und Werk

### Der Zisterzienser
Jean Goulus Vater Nicolas Goulu war als Schwiegersohn und Nachfolger von Jean Dorat, königlicher Griechischlehrer, ein Posten, für den auch Jean vorgesehen war, doch folgte er 1604 mit 28 Jahren einer Berufung und trat in den zisterziensischen Reform-Orden der Feuillanten ein. Er nahm den Ordensnamen Jean de Saint-François an, wurde schon drei Jahre später zum Subprior gewählt und stieg 1624 zum Generalabt der Feuillanten auf. Als solcher wurde er in Rom namentlich von Papst Urban VIII. geschätzt. In Frankreich gehörte sein Taufpate César de Bourbon, duc de Vendôme zu seinen Gönnern. Goulu war befreundet mit dem Philologen Nicolas Le Fèvre (1544–1612), dem er die Leichenrede hielt, sowie mit Kardinal Jacques-Davy Duperron. Auch Franz von Sales schätzte ihn.

### Der Homme de Lettres
Schriftstellerisch trat Goulu mit Übersetzungen aus dem Altgriechischen (Epiktet und Pseudo-Dionysius Areopagita), sowie mit einer Biographie seines Freundes Franz von Sales hervor, daneben 1627 mit einer gegen Jean-Louis Guez de Balzac gerichteten Polemik, in der er (unter dem Pseudonym Phyllarque) Balzac (dem er den Namen Narcisse gab) vorwarf, in seinen berühmt gewordenen Briefen nicht königstreu genug zu sein, aus den klassischen Autoren abzukupfern und einen schlechten Stil zu schreiben. Die sich daraus entwickelnden Misshelligkeiten gaben den Anstoß für Balzacs Rückzug aus Paris. 

### Goulus politische Auffassung
Goulu hatte eine an Pseudo-Dionysius Areopagita angelehnte Auffassung von der Absolutheit der monarchischen Autorität im Rahmen einer himmlisch-irdischen Hierarchie. Der König galt ihm und im Weiteren den Feuillanten als Stellvertreter Gottes auf Erden, eine Idee, die sie beim Bau ihres Klosters Fontaine-lès-Dijon architektonisch umsetzten.

### Grablege
Goulu wurde in der Bernhardskirche des Feuillantenklosters der Rue Saint-Honoré (Nr. 229–225) in Paris beigesetzt, von der nahezu keine Reste übrig sind.

## Werke (Auswahl)
- Les Oeuvres du divin St Denys Aréopagite, traduites du grec en françois, par Frère Jean de St François. Paris 1608.
- Les Propos d’Epictète, recueillis par Arrian, auteur grec, son disciple, translatez du grec au françois par Frère Jean de St François. Paris 1609.
- Discours funèbre sur le trépas de M. Nicolas Le Febvre, conseiller et précepteur du très-chrétien Louys XIII. Par un religieux Fueillentin son ami. Paris 1612, 1616.
- Œuvres spirituelles du père Augustin Manna, oratorien. Paris 1613 (aus dem Italienischen).
- Homélies sur l’Hexameron de S. Basile. Paris 1616 (Basilius der Große)
- La vie du bien-heureus Mre Francois de Sales evesque et prince de Geneve, instituteur de l’Ordre des religieuses de la Visitation de Sainte Marie. Paris 1624.
- Letres de Phyllarque à Ariste, où il est traité de la vraye et de la bonne éloquence, contre la fausse et la mauvaise du sieur de Balsac. Paris 1627.

### Handbuchliteratur
- Louis Ellies Dupin (1657–1719): Table universelle des auteurs ecclésiastiques. Pralard, Paris 1704, S. 1655, 2901–2903.
- Jean François (1722–1791): Bibliothèque générale des écrivains de l’Ordre de Saint Benoit. 1777, S. 408–409.
- Louis Moréri: Le grand dictionaire historique s. v.
- Emile Brouette, Anselme Dimier und Eugène Manning: Dictionnaire des auteurs cisterciens. Abbaye Notre-Dame de Saint-Rémy de Rochefort, Rochefort, Belgien, 1975–1978, S. 305.